# Marc-Antoine Olivier
Marc-Antoine Olivier (Denain, 18 de junho de 1996) é um maratonista aquático francês, medalhista olímpico.

## Carreira

### Rio 2016
Olivier competiu nos 10 km em águas abertas masculino da natação nos Jogos Olímpicos de Verão de 2016, conquistando a medalha de bronze.